# Robert Michels
Robert Michels (n. 9 de gener de 1876, en Colònia; m. 2 de maig de 1936, a Roma) va ser un sociòleg i politòleg alemany, especialitzat en el comportament polític de les elits intel·lectuals. És sobretot conegut pel seu llibre Els partits polítics, que conté una descripció de la seva "llei de ferro de l'oligarquia". Va ser alumne de Max Weber.

## Biografia
Va néixer a Alemanya en el si d'una rica família de mercaders, i va ser doctor universitari. La seva militància socialista li va impedir exercir el professorat a Alemanya, però no a Itàlia, on va arribar a ser doctor i catedràtic a la Universitat de Perusa.
En un primer moment, entra a formar part del Partit Socialista Italià (PSI), i ho representa en la II Internacional. Ho abandona en 1907. Temps més tard, en 1924, s'uneix al Partit Nacional Feixista italià.
En el científic, rep influències dels elitistes, de Max Weber i de Vilfredo Pareto. Escriu obres sobre els sistemes polítics de partits i desenvolupa la seva llei de ferro de l'oligarquia.